# Initng
Initng é uma alternativa ao SysVinit, uma implementação de init. Init é um programa de sistemas Unix ou Unix-like que carrega todos os outros processos do sistema. O initng  apresenta várias inovações em relação ao Sysvinit. Uma delas é que o initng inicia cada processo assim que as suas dependências são satisfeitas, ao contrário do Sysvinit, que inicia processos em uma ordem pré-determinada e inicia o cada processo apenas quando o processo anterior termina de iniciar. A capacidade do initng de iniciar vários processos em paralelo gera uma grande diminuição no tempo de boot. Usuários do initng também alegam que ele fornece mais estatísticas e controle sobre o sistema.
O initng se auto-denomina "The next generation init system". O Sysvinit, o init do System V, é muito velho e, segundo o site do initng, obsoleto. 
O initng ainda é beta, mas muitas pessoas já aconselham seu uso. Existem pacotes para muitas distribuições como Debian, Ubuntu e Fedora. Existem ebuilds para o Gentoo.
Jimmy Wennlund criou o Initng e é o mantenedor atual. 